# 陳泰瑋
陳泰瑋是台灣男子體操運動員，就讀於國立台灣體育大學競技體操隊，是台灣體操選手李智凱的學弟。

## 參賽紀錄
世界中學生運動會：鞍馬項目 金牌

108全國大專院校運動會：競技體操團隊組 金牌